# Joseph Espaillat

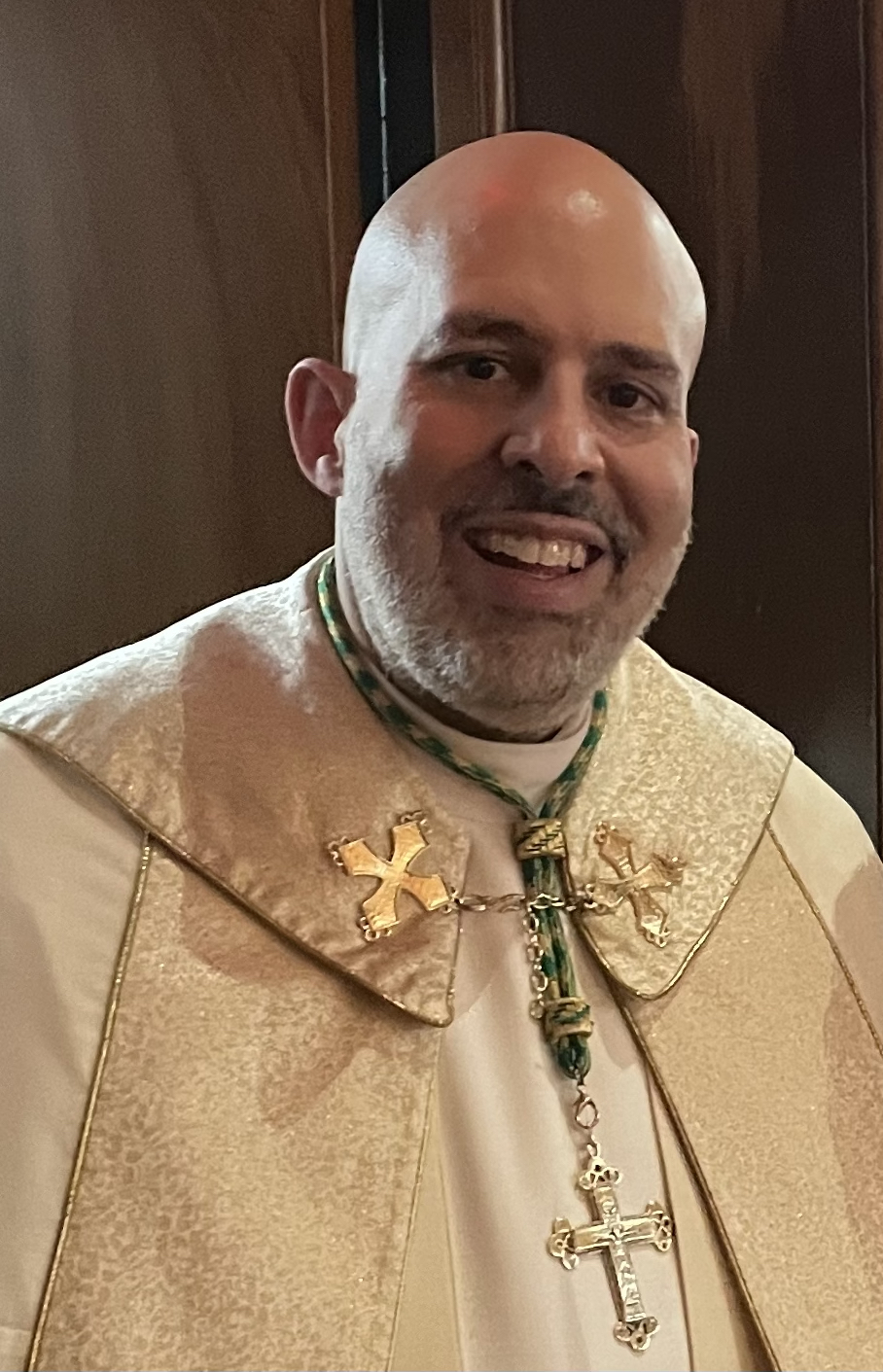
Joseph Espaillat, 2024

Joseph Armando Espaillat (* 27. Dezember 1976 in New York City) ist ein US-amerikanischer Geistlicher und römisch-katholischer Weihbischof in New York.

## Leben
Joseph Espaillat erwarb zunächst 1998 einen Bachelorabschluss in Philosophie an der Fordham University in seiner Heimatstadt. Anschließend absolvierte er das Propädeutikum in Northampton und studierte am Priesterseminar in Dunwoodie, an dem er 2003 den Mastergrad in Kirchengeschichte erwarb. Das Sakrament der Priesterweihe empfing er am 17. Mai 2003 für das Erzbistum New York.
Neben verschiedenen Aufgaben in der Pfarrseelsorge war er von 2012 bis 2015 Diözesanjugendseelsorger des Erzbistums New York. Seither war er Pfarrer in der Bronx sowie Diözesandirektor für die hispanische Charismatische Erneuerung.
Am 25. Januar 2022 ernannte ihn Papst Franziskus zum Titularbischof von Tagarbala und zum Weihbischof in New York. Der Erzbischof von New York, Timothy Kardinal Dolan spendete ihm und dem mit ihm ernannten Weihbischof John Bonnici am 1. März desselben Jahres in der St. Patrick’s Cathedral die Bischofsweihe. Mitkonsekratoren waren die emeritierten New Yorker Weihbischöfe Gerald Thomas Walsh und John O’Hara.